# Tanjung Selamat (Percut Sei Tuan)
Tanjung Selamat is een bestuurslaag in het regentschap Deli Serdang van de provincie Noord-Sumatra, Indonesië. Tanjung Selamat telt 5259 inwoners (volkstelling 2010).